# Алиев, Ахмед Ибрагимович
Ахмед Ибрагимович Алиев (род. 1980) — казахстанский рукоборец и гиревик, тренер и спортивный функционер.

## Карьера
Родился в 1980 году в Каратау. С шестого класса занимался под руководством заслуженного тренера СССР Пантелея Филикиди, который подготовил десятки чемпионов по гиревому спорту и армрестлингу. В 1997 году одержал первую победу — стал чемпионом Казахстана по гиревому спорту среди юниоров. Но получив травму на тренировке, перешёл на армрестлинг.
В 1998 году стал чемпионом Казахстана среди молодежи, а в 1999 — чемпионом Республики Казахстан среди взрослых.
Чемпион Казахстана в 1999—2003 годах, чемпион Европы (2001, Литва), чемпион Азии (2002, Гувахати, Индия). Заслуженный мастер спорта Ахмед Алиев поставил последнюю победную точку в своей спортивной карьере, став чемпионом мира в 2003 году в г. Суздаль (Россия).
После выезда Филикиди в Грецию, возглавил секцию. Алиев воспитал более 50 мастеров спорта, 24 мастера международного класса, трех заслуженных мастеров спорта. Среди них — Мамед Джусупов — четырёхкратный чемпион мира, заслуженный мастер спорта, Дмитрий Трубин — двукратный чемпион мира, Татьяна Верина — трехкратная чемпионка мира, Вали Фараджаев и Дарья Вербицкая — чемпионы мира.
Заслуженный тренер Республики Казахстан. Вице-президент Федерации гиревого спорта и армрестлинга Республики Казахстан, главный тренер по армрестлингу Жамбылской области.
В 2016 году становится генеральным секретарём Азиатской федерации армрестлинга.